# James C. Corman
James Charles Corman (ur. 20 października 1920 w Galenie, zm. 30 grudnia 2000 w hrabstwie Arlington) – amerykański polityk, członek Partii Demokratycznej.

## Działalność polityczna
W okresie od 3 stycznia 1961 do 3 stycznia 1975 przez siedem kadencji był przedstawicielem 22. okręgu, następnie przez trzy kadencje do 3 stycznia 1981 był przedstawicielem 21. okręgu wyborczego w stanie Kalifornia w Izbie Reprezentantów Stanów Zjednoczonych.